# Museu Aeronàutic de Maracay
El Museu Aeronàutic de Maracay (Coronel Luis Hernán Paredes) és un museu de tecnologia aeronàutica militar i civil gestionat per l'Aviació Nacional de Veneçuela destinat a conservar, restaurar i preservar el patrimoni aeronàutic històric del país, ubicat en l'antic «Aeroport Nacional Florencio Gómez» de l'Av. 19 de Abril, al costat de l'Escola Bàsica Militar Libertador en la ciutat de Maracay, Veneçuela. Les peces en exposició—fonamentalment aeronaus—provenen de les bases aèries ubicades en les diferents regions del país, sent l'únic museu de Veneçuela dedicat a l'aviació i el tercer més important de sud-amèrica.
Dissenyat per l'enginyer Luis Guillermo Salas, el decret de la seva creació es va publicar el 17 d'abril de 1920.